# 神奈川県道214号武上宮田線
神奈川県道214号武上宮田線（かながわけんどう214ごう たけかみみやだせん）は、神奈川県横須賀市と三浦市を結ぶ一般県道。三浦半島南部の相模湾側と浦賀水道側を繋ぐ道となっている。

## 概要
- 全長：5.8km
- 起点：横須賀市武・林 一騎塚交差点（神奈川県道26号横須賀三崎線接続）
- 終点：三浦市南下浦町上宮田 三浦海岸交差点（国道134号・神奈川県道215号上宮田金田三崎港線接続）
- Google マップ

## 通過する自治体
- 神奈川県
  - 横須賀市 - 三浦市

## 経路および交差する道路・河川・鉄道路線
- 神奈川県横須賀市
  - 一騎塚交差点（神奈川県道26号横須賀三崎線）
  - 橋梁（名称不明）（川間川）
- 神奈川県三浦市
  - 三浦縦貫道路（名称未定のインターチェンジ/～平成36年度までに池代交差点付近に接続予定）。
  - 立体交差（京急久里浜線）
  - 三浦海岸交差点（国道134号・神奈川県道215号上宮田金田三崎港線）

## 沿線の施設・地理
- 横須賀市立武山中学校
- 横須賀市営武山住宅
- 横須賀園芸
- 三浦市立上宮田小学校
- 三浦海岸駅
- 三浦海岸
- 法道寺